# Dittelbrunn
Dittelbrunn település Németországban, azon belül Bajorországban. Lakosainak száma 7598 fő (2023. december 31.). Dittelbrunn Poppenhausen és Niederwerrn községekkel határos.

## Népesség
A település népessége az elmúlt években az alábbi módon változott:
| Lakosok száma | 4520 | 2610 | 7123 | 7095 | 7212 | 7308 | 7392 | 7394 | 7528 | 7598 |
|               | 1970 | 1975 | 2011 | 2012 | 2014 | 2015 | 2017 | 2019 | 2022 | 2023 |